# Sécurité sociale (France)
« Sécu » redirige ici. Pour l’article homophone, voir CQ.
« Sécurité sociale en France » redirige ici. Pour les notions plus générales, voir Prestation sociale en France, Aide sociale en France et Protection sociale en France.
En France, la Sécurité sociale est un ensemble de dispositifs et d'institutions majoritairement publics qui ont pour fonction d'assurer la protection sociale des individus des conséquences d'événements ou de situations diverses (maladie, vieillesse, famille, autonomie...), généralement qualifiés de « risques sociaux ». Son principe est « De chacun selon ses moyens, à chacun selon ses besoins ».
Au lendemain de la Seconde Guerre mondiale, le patronat est déconsidéré en raison de sa collaboration avec l’ennemi nazi, tandis que la classe ouvrière est grandie par sa lutte dans la résistance, dont le Conseil national de la Résistance a inscrit à son programme « un plan complet de Sécurité sociale visant à assurer à tous les citoyens des moyens d’existence, dans tous les cas où ils sont incapables de se le procurer par le travail ». Le Parti communiste s'apprête à devenir le premier parti de France, avec 26 % des voix, et la Confédération générale du travail (CGT) compte 5 millions d'adhérents.
C'est dans ce contexte que le 19 octobre 1945, le Gouvernement provisoire de la République française institue officiellement, par ordonnance, le régime général de la Sécurité sociale qui a été dessiné et sera effectivement mis en place par le ministre du Travail Ambroise Croizat et le haut fonctionnaire Pierre Laroque. Subvertissant la logique des anciennes assurances sociales parcellaires patronales, ils créent avec les militants de la CGT un régime général unifié, universel, et géré par les travailleurs eux-mêmes. La sécurité sociale devient un fondement du système social public et de l'économie française contemporaine assise sur les cotisations sociales prélevées sur les salaires et non, comme d'autres systèmes tels le National Health Service britannique, sur l'impôt.
Très rapidement cependant, la Sécurité sociale, qui gère un budget supérieur à celui de l'État, va concentrer l'attention et être l'objet de « réformes » multiples quant à son organisation ou pour « maîtriser les dépenses ». Si une extension continue aura tout de même lieu jusqu'aux années 1980, permettant notamment la construction des Centres hospitaliers universitaires (CHU), l'objectif initial d'unification totale n'est jamais réalisé du fait notamment de l'opposition des professions libérales. Dès 1947, la retraite complémentaire, dont la logique ("j'ai cotisé j'ai droit") est opposée à celle du régime général ("de chacun selon ses moyens, à chacun selon ses besoins"), est créée pour les cadres, puis généralisée en 1961-1962. 
Les ordonnances de 1967 sur la sécurité sociale déclenchent une grève générale en supprimant notamment l'élection des administrateurs de la sécurité sociale et la divisant en plusieurs « branches », mettant fin à son unicité. À partir des années 1990, l'étatisation de la Sécurité sociale commence avec la création de la contribution sociale généralisée (CSG) en 1991 et de la contribution pour le remboursement de la dette sociale (CRDS) en 1996 ; l'âge de départ à la retraite est repoussé à de multiples reprises malgré de fortes oppositions ; les tarifications de santé sont modifiées notamment avec l'instauration de la décriée tarification à l'acte (T2A) ; les allocations familiales sont modulées en fonction du revenu, etc.
En 2018, la Sécurité sociale verse 470 milliards d'euros de prestations sociales, soit l'équivalent de 20 % du produit intérieur brut français qui s'élevait à 2 353 milliards d'euros. Ses principales dépenses sont les prestations pour la branche maladie du régime général (198,3 milliards d'euros) et les prestations pour la branche vieillesse du régime général (126,3 milliards). La fraude aux prestations sociales est relativement faible (2,3 milliards), plus faible que la fraude aux cotisations sociales par les entreprises (6,8 à 8,4 milliards), et beaucoup plus faible que la fraude fiscale (80 à 100 milliards). Elle est principalement financée par les cotisations sociales (54,2 %), prélevées sur les actifs et les entreprises, et la CSG (26,2 %). Les ménages (48,1 %) et les entreprises (43,1 %) sont ses principaux financeurs. Environ 150 000 salariés travaillent au sein de ses différents organismes afin d'assurer son fonctionnement auprès de ses 65 millions d'assurés. Plusieurs propositions d'extension de la sécurité sociale sont développées, notamment celle d'une sécurité sociale de l'alimentation, mais aussi du logement, de la culture ou de l'information.

## Histoire

### Histoire des assurances sociales

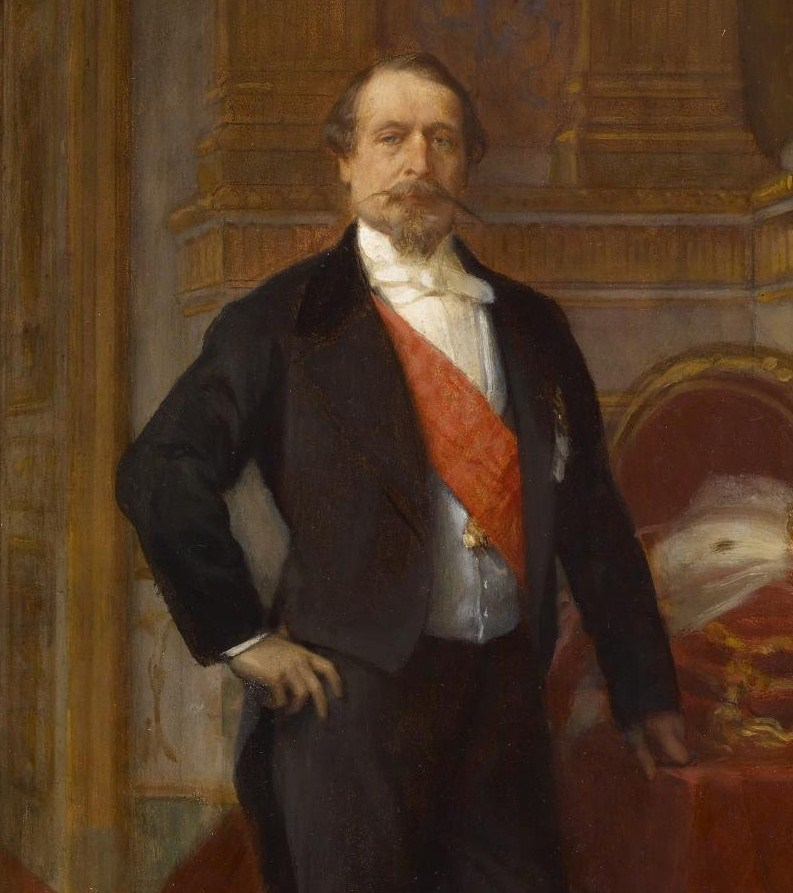
Napoléon III a souhaité instaurer, dans les années 1850, une mutualité impériale, sous le contrôle de l'administration.

À partir du Moyen Âge, certaines corporations organisent une assistance, limitée, entre les professionnels qui y adhèrent. 
Au cours de la Révolution de 1789, alors que les débats sur la place de l’État et du capital dans la protection santé se déroulent dans des termes très contemporains, l’État refuse de procéder à des réformes d’envergure. L'abolition des corporations par le décret d'Allarde, en 1791, met fin au dispositif d'entraide des corporations, professionnel et privé. Les mutuelles naissent alors comme forme d’auto-organisation malgré les interdits et la répression. Elles ne sont reconnues que le 22 juin 1835 par la loi Humann, en tant que « sociétés de secours mutuel », néanmoins strictement règlementées. Par crainte de leurs velléités révolutionnaires, l’État se réapproprie l’esprit des mutuelles par une série de loi à partir de 1852. Elles sont par la suite libérées du contrôle de l'administration et encouragées par la loi du 1er avril 1898, également appelée Charte de la mutualité. Cette loi fonde les principes du mutualisme, tels qu'on les retrouve aujourd'hui dans le code de la mutualité. Les mutuelles peuvent dès lors proposer des prestations à tous, bien qu'elles restent trop coûteuses pour la population.
En marge du mouvement mutuel, privé, volontaire et libre, le législateur crée également des dispositifs d'aide sociale, subjectifs et personnels, qui tendent à créer un principe de solidarité nationale. La loi du 25 juillet 1893 créé une assistance médicale gratuite pour tout citoyen malade et indigent.
La loi du 9 avril 1898 facilite considérablement l'indemnisation des victimes d'un accident du travail. Cette loi sera renforcée par celle du 25 octobre 1919 relatives aux maladies professionnelles. Entretemps, la loi du 27 juin 1904 crée le service départemental d'aide sociale à l'enfance, tandis que la loi du 14 juillet 1905 crée un dispositif d'assistance aux personnes âgées infirmes et incurables.
En parallèle, d'autres initiatives privées se mettent en place, comme la création en janvier 1918 d'une « caisse de compensation » par Émile Marcesche, embryon des futures caisses d'allocations familiales. Elles sont mises en place plus tard, par la loi du 11 mars 1932 qui prévoit des allocations couvrant les charges familiales, financées par des versements patronaux.
C’est avec la Première Guerre mondiale que naît véritablement l’État social : la conduite et les conséquences de cette « guerre totale » renforcent le rôle de l’État dans la société, et son besoin de prendre soin comme de contrôler la population. L’État social en France n’est pas le produit de la bienveillance parlementaire mais celui de la guerre.
Le développement des assurances au début du XXe siècle est encouragé par le législateur. Organisations de droit privé comme les mutuelles, les assurances s'en distinguent cependant par leur but lucratif. La loi du 9 avril 1898 encourage l'employeur à s'assurer pour faire face aux demandes d'indemnisations de ses salariés accidentés. Un premier système d'assurance vieillesse devient obligatoire pour les salariés par la loi sur les retraites ouvrières et paysannes du 5 avril 1910, mais le montant des retraites demeure très bas et l'âge de la retraite, 65 ans, est très élevé par rapport à l'espérance de vie des ouvriers à cette époque. La loi du 5 avril 1928 permet aux salariés, de droit privé, ayant un contrat de travail de bénéficier d'une assurance maladie, maternité, invalidité, vieillesse et décès. La loi du 30 avril 1930 permet aux agriculteurs de bénéficier d'un régime particulier. On parle même de rendre l'assurance obligatoire, et de donner à l'État le monopole de cette assurance.
Bien que les prestations sociales sont devenues, à partir du début du siècle dernier, un moyen de protection des individus contre les « risques sociaux » « et qui peuvent remplacer la protection assurée, autrefois, par la famille, l'épargne ou la propriété, elles ne représentent que « 5 % du revenu des ménages » en France à la fin des années 1930. Cinquante ans après, ces prestations correspondent à 25 % des revenus, à plus d'un quart du PIB et plus de la moitié des dépenses totales des administrations françaises.

### Le choc de la Seconde Guerre mondiale et la création de la«Sécu»
Le dispositif existant en 1939 est bouleversé par la Seconde Guerre mondiale, et son cortège de problèmes financiers et d'exacerbation des tensions politiques, mais aussi d'occasions pour qui sait les exploiter. En 1940, Pierre Laroque et Alexandre Parodi poussent, au cabinet de René Belin, les projets de nationalisation générale (comme leur contemporain William Beveridge) qu'ils avaient déjà avant-guerre. De la loi du 16 août 1940 sur la réorganisation économique ne sort effectivement que l’allocation aux vieux travailleurs salariés, mais on y distingue déjà les bases de ce que sera la Sécurité sociale. P. Laroque (pour ses origines juives) et A. Parodi (pour son opposition au régime) sont évincés du régime de Vichy. Ils deviennent résistants et on les retrouve portant le même projet au Conseil national de la Résistance. Celui-ci intègre à son programme « un plan complet de Sécurité sociale visant à assurer à tous les citoyens des moyens d’existence, dans tous les cas où ils sont incapables de se le procurer par le travail, avec gestion appartenant aux représentants des intéressés et de l’État ». Les mots reprennent point par point l’article 21 de la déclaration des droits de l’homme et du citoyen de 1793 qui, pour la première fois au monde, ouvrait le droit au travail et à la santé pour tous. Le Conseil national de la Résistance est dissout, par définition, au retour du gouvernement d'Alger à Paris en août 1944. Au Royaume-Uni, le rapport Beveridge jette les grands principes de l'unification de la Sécurité sociale dès 1942.

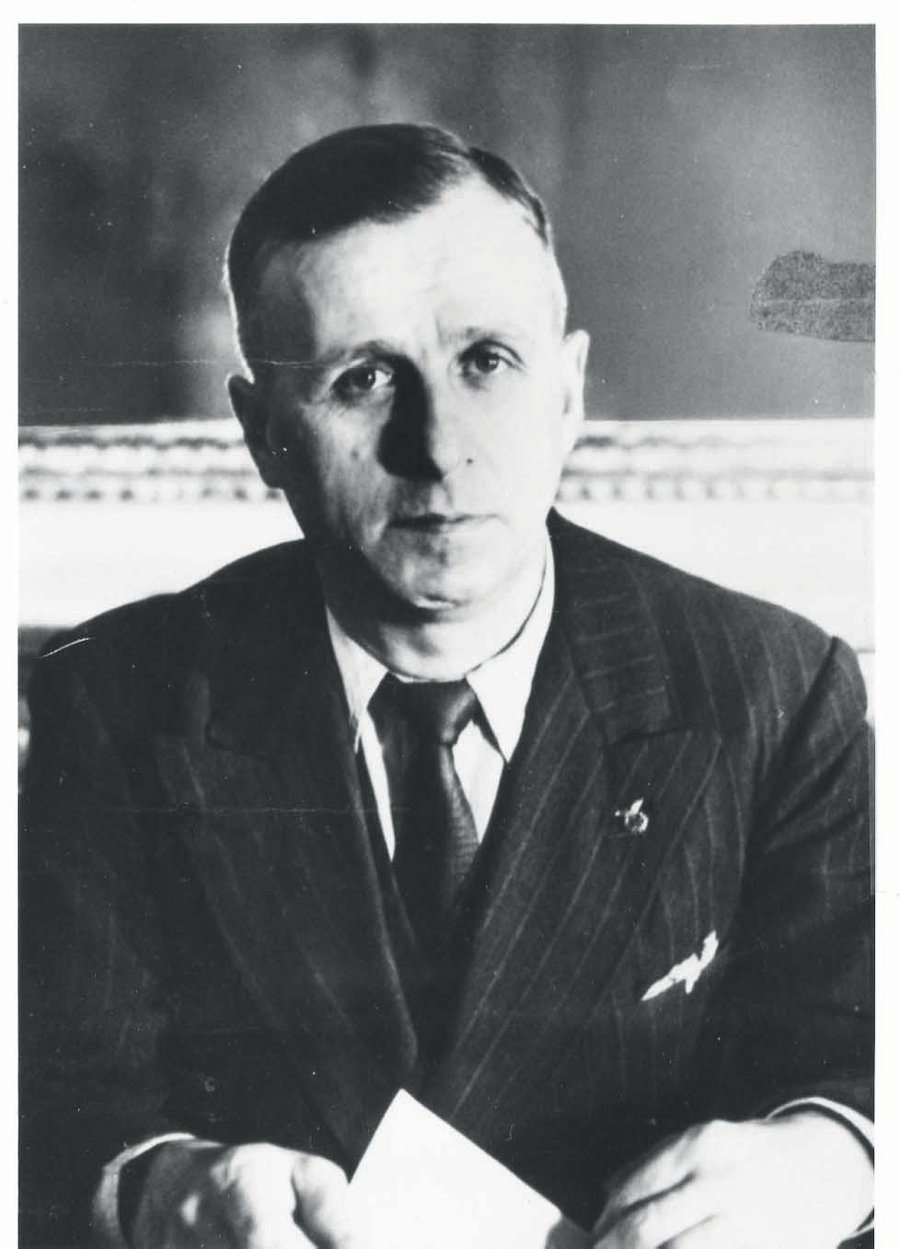
Ambroise Croizat, fondateur de la sécurité sociale et ministre du Travail entre 1945 et 1947.

Dès l'été 1943, à la tête d'une commission de parlementaires et de médecins, Ambroise Croizat dessine les premières moutures de ce qui allait devenir la Sécurité sociale. C’est ce travail collectif, mûri par deux années de réflexion, avec l’aide des services de François Billoux, ministre de la santé et de Pierre Laroque, haut fonctionnaire spécialiste des questions sociales, qui va aboutir aux ordonnances d’octobre 1945, instituant la Sécurité sociale. Ambroise Croizat est ensuite nommé au ministère du Travail le 13 novembre 1945 et 138 caisses de Sécurité sociale sont édifiées en six mois sous sa maîtrise d’œuvre et gérées par un peuple anonyme après le travail ou sur le temps des congés.
Selon les historiens Bruno Valat et Fabrice Grenard, le rôle d’Ambroise Croizat en particulier et du parti communiste en général serait à relativiser du fait que des assurances sociales parcellaires existaient avant 1945 et que la création de la Sécurité sociale faisait l’objet d’un consensus des partis politiques et de l'opinion publique. L'économiste et sociologue Bernard Friot, qui a rédigé sa thèse sur la construction de la sécurité sociale, défend quant à lui le rôle d'Ambroise Croizat d'avoir « subverti les assurances sociales capitalistes préexistantes » et insiste sur « le caractère anticapitaliste des institutions de socialisation du salaire » qu'il a forgé. Il estime en outre que la classe bourgeoise conduit un combat idéologique depuis les années 1970 pour faire oublier l'imposition par le mouvement ouvrier en 1946, avec le régime général de la sécurité sociale et le statut des électriciens-gaziers, « des prémices d’un changement de mode de production » car gérés jusqu'en 1967 par les travailleurs eux-mêmes et valorisant des activités considérées jusqu'alors comme « improductives » par l'idéologie capitaliste.
L'historien Michel Étiévent rappelle quant à lui, en plus du rôle d'Ambroise Croizat, combien c'est le rapport de force de la Libération qui permit la naissance de la « sécu » : un parti communiste à 26 % des voix (premier parti de France), 5 millions d’adhérents à la Confédération générale du travail, une classe ouvrière grandie par sa lutte dans la résistance, un patronat déconsidéré par sa collaboration avec l’ennemi nazi.
C’est par ce travail collectif qu'aboutissent les ordonnances des 4 et 19 octobre 1945,, qui instituent la Sécurité sociale.

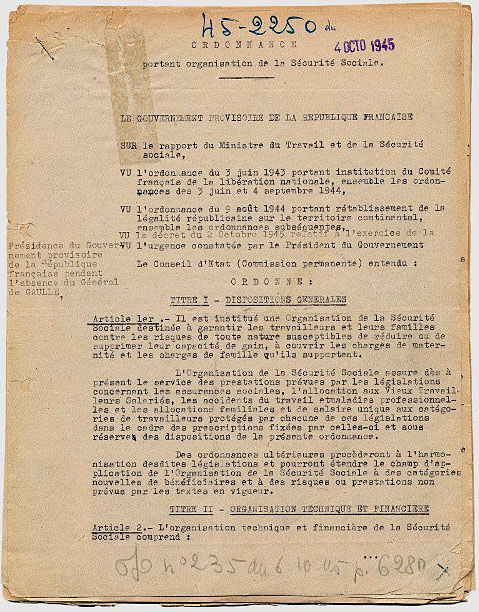
Ordonnance du 4 octobre 1945 relative à l'organisation de la Sécurité sociale. Archives nationales 19780549/4

Le plan mis en œuvre ne généralise pas et n'uniformise pas les prestations, ne remet pas en cause les structures existantes, mais il impose un « régime général » à tous ceux n'étant pas inclus dans les « régimes spéciaux ».
La conception originelle de la Sécurité sociale française répond à un modèle bismarckien et paritaire :
1. Elle est financée par les cotisations des employeurs et des salariés, soit un financement reposant essentiellement sur un mécanisme d'assurance payée par les actifs (à la différence du modèle anglais ou « beveridgien », où le financement repose essentiellement sur l'impôt payé par tous les contribuables) ;
2. Elle est gérée paritairement par l'ensemble des partenaires sociaux représentés par les syndicats de travailleurs (3/4 des sièges, élus par les assurés entre 1945-1962 et en 1983, désignés depuis) et les organismes patronaux (1/4 des sièges).

La CGT avait réclamé — en vain — un statut mutualiste pour une caisse nationale afin de garantir à long terme le contrôle de l’institution par les intéressés. Coupant la poire en deux, les ordonnances d’octobre 1945 dotent la caisse nationale du statut d’établissement public à caractère administratif, tandis que les caisses locales ressortissent du droit privé.
Peu de temps après, la Constitution de la IVe République, adoptée par référendum, crée dans son préambule une obligation constitutionnelle d'assistance financière de la collectivité envers les citoyens, et notamment les personnes exposées aux risques sociaux les plus importants (mères, enfants, vieux travailleurs).
Ambroise Croizat met en place un régime général de couverture sociale qui non seulement mutualise une part importante de la valeur produite par le travail, mais qui en confie aussi la gestion aux travailleurs eux-mêmes. Il n’invente pas la sécurité sociale, dont les éléments existent déjà ; il rassemble en une seule caisse toutes les formes antérieures d’assurance sociale et finance l’ensemble par une cotisation interprofessionnelle à taux unique. Ainsi, les allocations familiales, l’assurance-maladie, les retraites et la couverture des accidents du travail ne dépendent ni de l’Etat ni du patronat, mais d’une caisse gérée par des représentants syndicaux. Selon l’estimation de l’Assemblée consultative provisoire en août 1945, le régime général socialise dès le départ le tiers de la masse totale des salaires. Avec Pierre Laroque, il supervise l’installation du nouveau système unifié en lieu et place du millefeuille préexistant (couvertures par profession, par branche, par catégorie de salariés, par type de risque, auxquelles s’ajoutaient les mutuelles et les caisses syndicales et patronales). L’unification repose sur les seuls militants de la CGT, la Confédération française des travailleurs chrétiens (CFTC) s’étant déclarée hostile à la caisse unique. De plus, les manœuvres déloyales ne manquent pas : quand les militants dénichent un local vide pour héberger une nouvelle caisse, il arrive qu’une administration le préempte.
Fin août 1946, les hussards rouges ont mis sur pied 123 caisses primaires de sécurité sociale et 113 caisses d’allocations familiales (CAF). Leurs administrateurs, d’abord désignés par le syndicat, seront bientôt élus par les salariés. Parallèlement se négocie, sous l’arbitrage de Croizat, une convention collective pour les personnels des deux instances nationales employeuses : la Fédération nationale des organismes de sécurité sociale et l’Union nationale des caisses d’allocations familiales, ce qui permettra de reclasser plus de 70 000 agents issus des anciennes caisses. 
D'après Bernard Friot et Christine Jackse, cette séparation entre caisses primaires et CAF, contraire au projet initial d'une caisse unique, s'explique par le fait que l’idée d’un seul organisme concentrant un tel pouvoir aux mains d’ouvriers se heurte à une forte résistance : les membres de la commission réunie en juin 1945 pour préparer les ordonnances sur la Sécurité sociale ne parviennent pas à se mettre d’accord ; à l’Assemblée consultative provisoire, une majorité obtient qu’on sépare les allocations familiales des assurances sociales (maladie et vieillesse) et des accidents du travail. De plus, les conseils d’administration des CAF (qui représentent plus de la moitié des prestations) ne comptent qu’une moitié d’élus salariés contre trois quarts dans les autres caisses.
Néanmoins, en 1946, le revenu salarié d’une famille de trois enfants (la moyenne dans les familles populaires) est constitué pour plus de la moitié par des allocations familiales, dont le montant se calcule comme un multiple du salaire de l’ouvrier non qualifié de la région parisienne. Le travail parental est ainsi reconnu par du salaire : on peut être producteur de valeur sans aller sur le marché de l’emploi. De la même manière, l’assurance-maladie paie le salaire à vie des soignants et subventionne l’équipement hospitalier, préservant ainsi le domaine de la santé du chantage à l’emploi et du recours au crédit. De même, le régime général instaure le droit au salaire continué des retraités, eux aussi reconnus comme producteurs de richesse.

### Dans l'approfondissement, deux logiques s'affrontent
Après 1945, deux logiques en germe depuis un siècle s’affrontent en effet directement : d’un côté, des militants cégétistes issus de la Résistance mettent en place en quelques mois un système de sécurité sociale autogéré par les intéressés, dans la tradition de la « Sociale » initiée par la Commune de Paris ; de l’autre, dès 1946, l’État cherche à mettre la main sur la « Sécu » contre le pouvoir populaire. Bientôt, il va modifier les principes de l’institution – de « chacun cotise selon ses moyens et reçoit selon ses besoins » à « chacun paye selon ses moyens et reçoit selon son niveau de risque ». En 1946, l’assurance maladie ne concerne que les salariés et leur famille, l’opposition des professions non-salariées et non-agricoles ayant été durable et marquée. La branche famille est plus universelle car elle concerne aussi les travailleurs indépendants. La condition d’activité professionnelle est supprimée en 1978,.
Au sein même de la CGT, les appréciations divergent alors. La direction confédérale pousse à l’extension maximale du régime général. Mais les logiques professionnelles portées par les cadres, les fonctionnaires et les branches comme l’énergie, les mines et les chemins de fer résistent. Ces dissensions pèsent d’autant plus que plane sur la CGT la menace d’une scission. Celle-ci intervient en 1947, au début de la guerre froide, et donne naissance à Force ouvrière (FO). Faisant allusion aux « sérieuses polémiques » internes, un document confédéral publié en avril 1946 explique qu’en vue de la « réalisation de l’unité des assurances ouvrières », « il convient de ne pas créer de nouvelles cloisons financières entre les cadres et le personnel d’exécution, ni entre les professions à taux de salaire relativement élevé et celles dont le taux de salaire ne dépasse pas le minimum vital ». La direction confédérale sera battue ; l’Association générale des institutions de retraite des cadres (Agirc) est créée en mars 1947.
Quant aux fonctionnaires, si la confédération obtient la même année leur intégration dans le régime général pour la maladie, leurs mutuelles en sont exfiltrées dès 1947 — les mutuelles, rendues obligatoires à partir de 2016 par le gouvernement actuel, sont un adversaire majeur du régime général en matière de santé. La création en 1958 de l’Union nationale interprofessionnelle pour l’emploi dans l’industrie et le commerce (Unedic), puis, en 1961, d’un régime complémentaire de retraite réclamé par le patronat allié à FO et à la CFTC, l’Association pour le régime de retraite complémentaire des salariés (Arrco), s’effectue contre le régime général. Or la maîtrise de cette institution par les salariés reposait sur le taux unique de cotisation interprofessionnelle et sur la caisse unique, qui unifient le salariat et réduisent le pouvoir d’initiative des employeurs.
Promoteur de la division des caisses qui fissure l’autonomie ouvrière, le patronat s’appuie également sur le gouvernement, qui, en dernière instance, fixe les taux de cotisation et le montant des prestations. Une telle prérogative n’allait pas de soi, puisqu’il fut question en 1945 que le taux de cotisation soit décidé par les salariés eux-mêmes. Sensibles aux arguments des employeurs, les gouvernements successifs gèlent le taux de cotisation au régime général durant toute la décennie 1950. Ce « sabotage » de l’institution attise le mécontentement des assurés, qui perçoivent des remboursements très inférieurs à leurs dépenses de santé réelles. Des campagnes de presse imputent aux gestionnaires ouvriers les conséquences d’une pénurie organisée par le gouvernement. Par exemple, ce dernier maintient les pensions à un niveau extrêmement faible en refusant au régime général la reconstitution de carrière pratiquée à l’Agirc. L’assurance-vieillesse affiche donc un excédent considérable, que l’Etat ponctionne. Henri Raynaud, secrétaire de la CGT chargé du dossier, montre en avril 1950 que les neuf seizièmes de la cotisation ne sont pas affectés aux pensions, mais autoritairement versés à la Caisse des dépôts pour couvrir des dépenses courantes de l’Etat. Leur cumul représente à ce moment 155 milliards de francs, soit plus de 20 % du produit intérieur brut (PIB).
Le système de retraite est étendu jusqu’à la fin des années 1980. La retraite complémentaire des salariés est créée en 1947 pour les cadres et généralisée et rendu obligatoire en 1961-1962. Cette retraite complémentaire va, en revanche, à l'encontre des principes même de la Sécu ("de chacun selon ses moyens, à chacun selon ses besoins"), principes qui avaient subvertis la logique qui prévalait dans les caisses d'assurances sociales patronales d'avant 1946: mettre de l'argent sur un compte que je récupère au moment de la retraite. Le minimum vieillesse est créé en 1956 et en 1971, la loi portée par Robert Boulin augmente le montant des retraites, et allonge la durée d’assurance pour une pension complète, de 30 à 37,5 ans,. Les professions non salariées (artisans, commerçants, professions libérales, exploitants agricoles) se voient accorder le droit de créer et de gérer des caisses autonomes d’assurance vieillesse « jusqu’à la mise en application du régime définitif de la Sécurité sociale » en 1949, puis ces régimes sont alignés sur le régime général en 1973,. Le régime d’assurance vieillesse des exploitants agricoles est mis en place par deux lois de 1952 et 1955.
En 1983, l’âge légal de départ à la retraite est abaissé de 65 à 60 ans.
L'organisation et le mode de couverture des risques par la Sécurité sociale ont pu être par suite élargis et/ou approfondis. Le 9 avril 1947, la Sécurité sociale est étendue aux fonctionnaires. Le 12 avril 1949 voit la création d'un régime d'assurance maladie obligatoire pour les militaires et leurs familles. Le 25 janvier 1961 est créée un régime d'assurance maladie obligatoire des exploitants agricoles, avec libre choix de l'assureur. Le 12 juillet 1966 voit la création du régime autonome d'assurance maladie maternité pour les non-salariés non agricoles, géré par la CANAM. Le 22 décembre de la même année est instituée l'obligation d'assurance des personnes non salariées contre les accidents et les maladies professionnelles dans l'agriculture. Le 25 octobre 1972 voit l'institutionnalisation de la protection des salariés agricoles contre les accidents du travail. Le 4 juillet 1975, l'assurance vieillesse obligatoire est généralisée à l'ensemble de la population active. Le 2 janvier 1978, un régime particulier est institué pour les ministres du culte et les membres des congrégations religieuses et de l'assurance personnelle pour la population « résiduelle ». Le 28 juillet 1999 voit la création d'une couverture maladie universelle, une protection de base sur le seul critère de résidence et protection complémentaire pour les plus démunis, votée en 1999 par le gouvernement Jospin.
Dans le secteur public, les retraites sont calculées sur la rémunération indiciaire (hors primes) perçue au moins 6 mois avant le départ à la retraite. Depuis 2005, cette retraite est complétée par une retraite complémentaire (Retraite Additionnelle de la Fonction Publique - RAFP) au prorata des cotisations versées sur les primes dans la limite de 20 % du traitement indiciaire

### Réformes administratives ou visant la maîtrise des dépenses

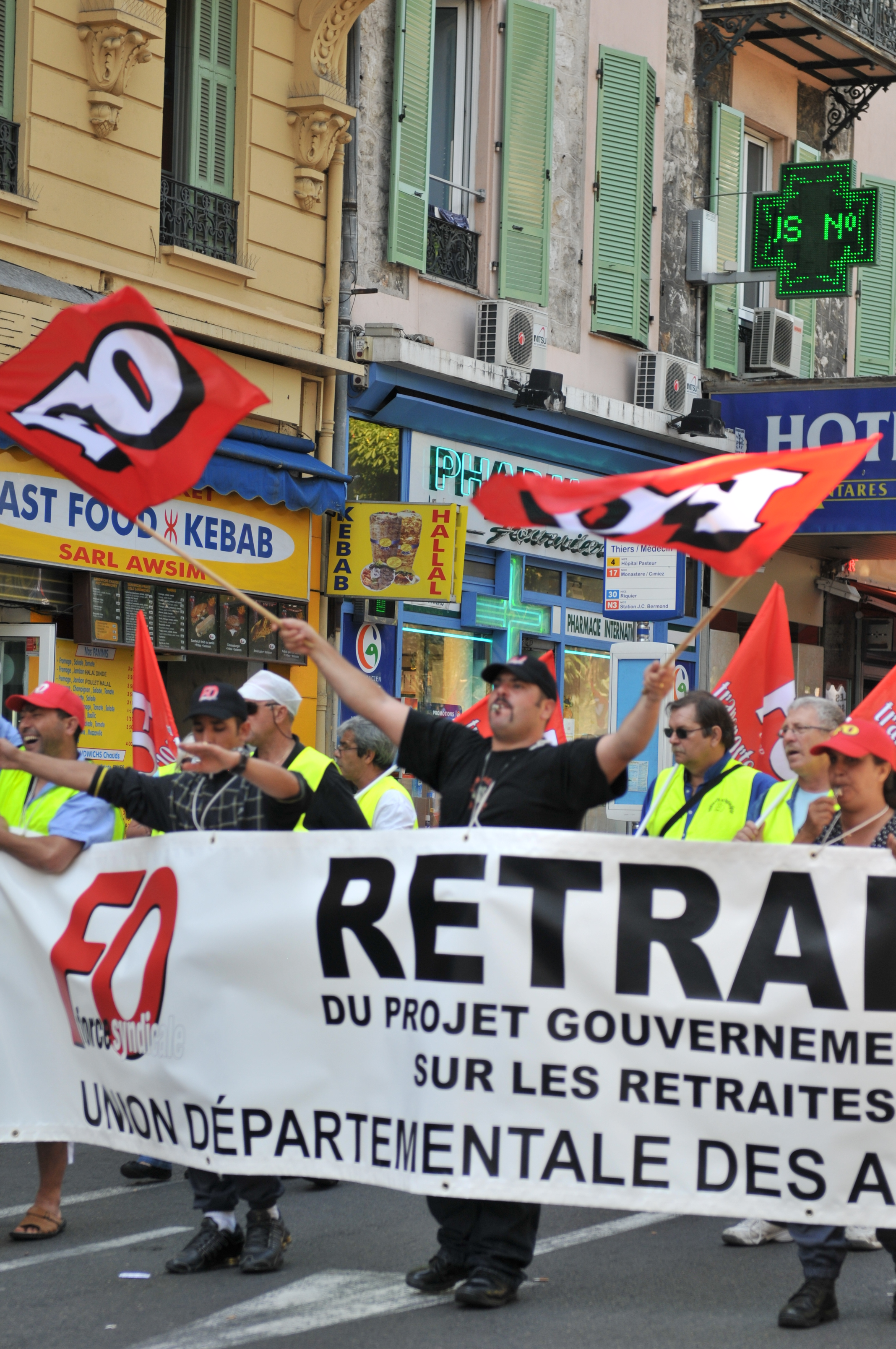
Manifestation à Nice contre la réforme des retraites de 2010.

Au gré des réformes, l’État social renforce un capitalisme politique où la proximité entre élites politiques et économiques impose des politiques souvent en contradiction avec les aspirations populaires. Si les dépenses de santé ne baissent pas, elles sont de plus en plus contraintes (nouvelle gestion publique) et changent de nature. Au nom de la lutte contre les déficits – c’est l’invention du « trou de la Sécu » –, la politique de ciblage des dépenses vers les plus pauvres et les plus malades ouvre un espace pour l’épanouissement des alliés politiques de l’État (médecine libérale, complémentaires santé) et pour le capital (cliniques, industrie pharmaceutique).

#### Les années 1950
Dès les années 1950, les relais du ministère des finances bataillent pour obtenir le transfert des cotisations (gérées par les travailleurs) vers l’impôt (géré par l’Etat). Une autre bataille, mobilisant les mêmes acteurs, fait rage pour restreindre l’emprise de la CGT. Des cinq élections organisées au sein des caisses primaires entre 1947 et 1962 la confédération sort majoritaire, recueillant d’abord 60 % des suffrages (puis 50 % après la création de FO), devant la CFTC (20 %), ainsi que divers acteurs, dont la mutualité (20 %). Le patronat s’attache à évincer cet adversaire encombrant de la présidence des caisses en apportant systématiquement ses voix aux candidats de la CFTC, de FO et de la Confédération générale des cadres (CGC), avant de se heurter au rapprochement entre la CGT et la minorité progressiste de la CFTC. La centrale chrétienne entame en effet une déconfessionnalisation qui aboutit en 1964 à la création de la Confédération française démocratique du travail (CFDT). C’est d’ailleurs l’élection de présidents de caisse issus de l’unité CGT-CFDT qui précipitera la reprise en main gouvernementale et patronale de cette expérience d’autonomie ouvrière.
Au demeurant, l’intervention de l’Etat ne fut jamais absente. D’abord légère, elle s’accentue au fil des ans : contrôle financier (1948), mise sous tutelle des caisses déficitaires (1950), création de l’Inspection générale de la Sécurité sociale (1960), réduction des pouvoirs des conseils et professionnalisation des dirigeants des caisses (1960).

#### Les années 1960 et 1970
Les ordonnances du 21 août 1967, dites ordonnances Jeanneney, ont pour objet de séparer financièrement les risques, et créent trois caisses nationales pour le régime général : la caisse nationale de l'assurance maladie des travailleurs salariés, la caisse nationale des allocations familiales et la caisse nationale de l'assurance vieillesse des travailleurs salariés,. À partir de là, les gouvernements prétexteront toujours des « économies ou réformes » pour sauvegarder la branche momentanément déficitaire sans permettre, comme c'était le cas auparavant, d'équilibrer l'ensemble compris comme une seule et même entité. Ces ordonnances consacrent « la parité » au sein des caisses entre patronat et représentant des salariés (la règle depuis 1946 était d'octroyer 75 % des postes du côté des salariés). De fait, le patronat prend en main les orientations des caisses car il existe toujours un syndicat représentatif favorable aux orientations patronales (FO dès 1946, remplacée par la CFDT dans les années 1990). 

#### Les années 1980
Alors que les ordonnances de 1976 suppriment les élections des administrateurs des caisses de Sécurité sociale qui sont à la place désignés, François Mitterrand les réintroduit en 1983. Elles sont organisées en octobre 1983 et se traduisent par "le résultat catastrophique" de 18% des voix pour la CFDT  arrivée troisième, loin des 25% du deuxième,FO, qui talonne de près la CGT et dépasse, pour la première fois dans un scrutin social, la CFDT.
Mais cette décision est annulée en 1986 lors de l'alternance et François Mitterrand n'y revient pas après 1988, sans qu'elles ne soient plus tenues depuis. En effet, les mandats des élus de 1983 sont prolongés jusqu'au plan Juppé de 1995, qui supprime les élections pour revenir à la désignation.

#### Depuis les années 1990
Les réformes des années 1990 renforcent le pouvoir des acteurs administratifs (direction de la Sécurité sociale, direction de la CNAMTS, Cour des comptes…) et des acteurs politiques (élus, parlementaires, ministre) au détriment des partenaires sociaux,. La Sécurité sociale devient alors le seul organisme de droit privé à subir le contrôle minutieux du Parlement qui décide du montant des dépenses en votant la première loi de financement de la Sécurité sociale dès 1996 et en régulant le taux de cotisation, qui était auparavant décidé par les partenaires sociaux.
Les réformes successives des retraites (1993, 1995, 2003, 2010, 2013, 2023) élèvent l’âge de départ à la retraite de 60 (depuis 1983) à 64 ans (depuis la réforme de 2023) et la durée de cotisation de 37,5 (depuis 1971) à 43 ans (depuis la réforme de 2013). Les réformes successives de l’assurance maladie (1996, 2004, 2009) modifient les négociations avec les professionnels et la tarification en instaurant notamment la tarification à l'activité accusée d'avoir entraîné les hôpitaux dans une course à la rentabilité délétère,. Depuis 2015, les allocations familiales sont modulées en fonction des revenus,,.
La création de la contribution sociale généralisée en 1991 et de la contribution pour le remboursement de la dette sociale en 1996 font évoluer le financement de la Sécurité sociale, qui n’est plus assis uniquement sur l’activité professionnelle et la cotisation sociale, en échange d'une levée des conditions de cotisation préalable à la protection sociale.
D'après Nicolas Da Silva, maître de conférences en sciences économiques à l'université Sorbonne Paris Nord et auteur de La bataille de la Sécu: une histoire du système de santé : « la pandémie [de Covid-19] a mis en lumière toute l’absurdité de ces évolutions et l’impérieuse nécessité de reprendre le pouvoir sur la sécurité sociale ».

## Assujettissement et affiliation à un régime

### Affiliation obligatoire
Toute personne en situation régulière et qui réside en France dépend obligatoirement d’un régime de Sécurité sociale. On parle d’assujettissement, c'est-à-dire qu'elle est assujettie aux cotisations de Sécurité sociale correspondantes, à la CSG et à la CRDS. Ceci résulte du préambule de la Constitution de 1946 qui dispose en son 11e alinéa : « Elle garantit à tous, notamment à l’enfant, à la mère et aux vieux travailleurs, la protection de la santé, la sécurité matérielle, le repos et les loisirs. Tout être humain qui, en raison de son âge, de son état physique ou mental, de la situation économique, se trouve dans l’incapacité de travailler a le droit d’obtenir de la collectivité les moyens convenables d’existence ». On peut être assujetti à plusieurs régimes lorsque l’on cotise à plusieurs régimes en raison d’activés professionnelles variées.
L’assuré doit être rattaché à un organisme de Sécurité sociale chargé de lui allouer des prestations. On parle d’affiliation. On est donc affilié quand on bénéficie de la couverture sociale d’un organisme. Contrairement à l’assujettissement, on ne peut être affilié qu’à un seul organisme. L’individu qui est assujetti à plusieurs régimes sera affilié au régime pour lequel il cotise le plus.
On parle aussi d’affiliation concernant le rattachement juridique d’une personne à un régime de Sécurité sociale au sens des articles L.311-2 et L.311-3 du Code de la Sécurité sociale pour le Régime général. Dans ce cas, le terme d’affiliation est synonyme d’assujettissement.
La décision no 93-325 DC du Conseil constitutionnel du 13 août 1993 précise que « les étrangers jouissent des droits à la protection sociale, dès lors qu'ils résident de manière stable et régulière sur le territoire français ».
Le 22 février 2018, un jugement du tribunal correctionnel de Paris condamne quatre hommes, dont Claude Reichman, et deux associations à des peines de prison avec sursis et à des amendes pour « incitation au refus des assujettis de se conformer aux prescriptions de la législation de Sécurité sociale ».

### La sécurité et le droit européen et international
Le droit de l'Union européenne influe sur le droit français : le principe de l'affiliation obligatoire à un régime de soins de santé permet d'éviter que des personnes concernées par l'éventualité ne puissent bénéficier des prestations nécessaires, faute d'appartenir à un tel régime et de disposer des moyens financiers suffisants pour faire face aux coûts.
Pour les défenseurs du monopole de la Sécurité sociale, l'obligation de cotiser en France à la Sécurité sociale serait compatible avec les règles de la coordination européenne des régimes de Sécurité sociale qui affirme que les États membres sont libres d’organiser comme ils l'entendent leur système de Sécurité sociale, et notamment de fixer dans leurs législations nationales le niveau des prestations, le mode et le niveau de financement, les modalités de fonctionnement du régime et son degré de solidarité entre les citoyens afin de limiter les risques. En particulier, des arrêts ont rejeté en 1993 le recours de travailleurs indépendants français qui avaient cessé de cotiser à la Sécurité sociale pour souscrire uniquement une assurance privée et en 2005 le recours de plusieurs sociétés visant à obtenir le remboursement de sommes versées au titre de la taxe d'aide au commerce et à l'artisanat (TACA). Pour ses détracteurs, la Sécurité sociale ne serait pas un régime « légal » tel que défini par l'Union européenne, dans ce sens qu'il n'est pas financé par l'impôt mais par les cotisations salariales, et constitue donc un système d'assurance professionnelle.
Le caractère solidaire et universel de la Sécurité sociale est toutefois remis en cause par certains médias qui mettent en avant la persistance des différents régimes, ce qui entraînerait, selon eux, des inégalités (montant d'indemnités, jour de carence…).
Frédéric Bastiat a été un des premiers à dénoncer les dérives possibles des futurs systèmes d'assurance maladie étatique. Fervent défenseur des caisses de secours mutuel, il s'oppose à toute nationalisation de ce système avec force.
Les textes d'harmonisation émanant de l’Organisation internationale du travail (OIT) et du Conseil de l'Europe prévoient l'affiliation obligatoire à un régime de soins de santé au moins pour une partie de la population.
Ainsi, l'article 9 de la convention no 102 de l'OIT indique que les personnes protégées doivent inclure :
- soit des catégories prescrites de salariés formant au moins 50 % de l'ensemble des salariés ainsi que leur époux et leurs et enfants ;
- soit des catégories prescrites de population active formant au total 20 % au moins de l'ensemble des résidents, ainsi que leur époux et leurs enfants ;
- soit des catégories prescrites de résidents formant au total 50 % au moins de l'ensemble des résidents.

Des dispositions du même type se retrouvent dans le code européen de Sécurité sociale, son protocole, dans la convention no 130 de l'OIT, mais aussi dans le code européen de Sécurité sociale révisé.
Si le principe normalement accepté est celui de l'affiliation obligatoire, l'affiliation facultative a été acceptée comme solution subsidiaire, car certains États disposent de régimes de soins de santé non obligatoires satisfaisant aux conditions de contrôle et de champ d'application prévues par la convention no 102 de l'OIT, largement reprise par le code européen de Sécurité sociale.

### Immatriculation
Pour gérer toutes les personnes affiliées aux différents régimes, les caisses utilisent le numéro d'inscription au répertoire national d'identification des personnes physiques (RNIPP), usuellement appelé numéro de Sécurité sociale. Bien que ce numéro soit attribué individuellement, les caisses utilisent uniquement dans leur gestion courante le numéro de Sécurité sociale des assurés cotisants. Conséquence : les ayants droit éventuels (conjoint, enfants…) sont rattachés et repérés sous le même code de l'assuré cotisant. Le cas échéant, la date de naissance et le rang gémellaire sont utilisés pour différencier les différents bénéficiaires.

## Régimes obligatoires et régimes complémentaires
Selon une annexe du projet de loi de financement de la Sécurité sociale, un régime de Sécurité sociale se définit comme :
- un ensemble de dispositions juridiques, s'appliquant à un groupe donné de personnes (le plus souvent sur la base d’un critère professionnel), définissant les prestations auxquelles ces affiliés et leurs ayants droit ont un droit objectif, ainsi que les cotisations dont ils sont tenus de s’acquitter, sur un champ de risque plus ou moins étendu (certains régimes ne couvrant qu’un seul risque, comme la vieillesse, tandis que d’autres gérant l’ensemble des risques pour leurs affiliés) ;
- et une organisation administrative destinée à gérer cette protection sociale, au sein de caisses de Sécurité sociale, et associant les représentants des personnes affiliées au régime, par exemple au sein des conseils d’administration de ces caisses[70].

Peuvent être distingués :
- les régimes obligatoires de base,
- les régimes obligatoires complémentaire.

Toutefois, les régimes spéciaux sont, dans la grande majorité, des régimes dits « intégrés », dans la mesure où il n’est pas fait de distinction entre régime de base et régime complémentaire.

### Régimes obligatoires de base
Les différents régimes se distinguent essentiellement par des règles spécifiques à la branche vieillesse. Pour la branche maladie, les personnes affiliées à la plupart des régimes sont rattachés au régime général. La branche famille est unique, ses prestations ne sont servies que par les caisses d’allocations familiales ou de mutualité sociale agricole.
| Régime | Caisse | Maladie                 | Vieillesse          | Vieillesse              |
| | | nombre de bénéficiaires | nombre de cotisants | nombre de bénéficiaires |
| --- | --- | ----------------------- | ------------------- | ----------------------- |
| Régimes de droit commun | |                         |                     |                         |
| Régime général des salariés et des travailleurs indépendants                                                                               | Voir ci-dessous                                                                                                | 62 222 032              | 21 994 693          | 16 732 161              |
| Régime des salariés agricoles | Mutualité sociale agricole                                                                                     | 1 900 888               | 703 005             | 2 442 126               |
| Régime des exploitants agricoles | Mutualité sociale agricole                                                                                     | 1 278 834               | 460 336             | 1 342 719               |
| Régime des professionnels libéraux | |                         |                     |                         |
| Régime de retraite des professions libérales                                                                                               | Caisse nationale d'assurance vieillesse des professions libérales                                              |                         | 904 094             | 389 334                 |
| Régime de retraite des avocats | Caisse nationale des barreaux français                                                                         |                         | 72 668              | 17 071                  |
| Régime spéciaux ouverts | |                         |                     |                         |
| Régime spécial de retraite des fonctionnaires civils et militaires                                                                         | Service des retraites de l'État                                                                                |                         | 1 949 321           | 2 209 586               |
| Régime spécial maladie-maternité des militaires                                                                                            | Caisse nationale militaire de sécurité sociale                                                                 | 776 136                 |                     |                         |
| Régimes spéciaux des agents des collectivités locales                                                                                      | Caisse nationale de retraites des agents des collectivités locales et FATIACL                                  |                         | 2 202 032           | 1 150 583               |
| Ouvriers d'État | Fonds spécial des pensions des ouvriers des établissements industriels de l'État                               |                         | 23 438              | 85 139                  |
| Régime spécial des agents de la SNCF | CPRPF | 472 638                 | 136 502             | 254 407                 |
| Régime spécial de retraites du personnel de la RATP                                                                                        | Caisse de retraites du personnel de la Régie autonome des transports parisiens (CRP RATP)                      |                         | 42 027              | 50 934                  |
| Régime de sécurité sociale du personnel de la RATP (maladie, maternité, invalidité, accident du travail et maladie professionnelle, décès) | Caisse de coordination aux assurances sociales de la Régie autonome des transports parisiens (CCAS de la RATP) | 70 315                  |                     |                         |
| Régime spécial des industries électriques et gazières                                                                                      | Caisse nationale des industries électriques et gazières                                                        |                         | 139 441             | 183 881                 |
| Régime spécial des invalides de la marine                                                                                                  | Établissement national des invalides de la marine                                                              | 92 999                  | 30 843              | 109 423                 |
| Régime de retraite et de prévoyance des clercs et employés de notaires                                                                     | Caisse de retraite et de prévoyance des clercs et employés de notaires                                         | 143 890                 | 58 458              | 77 249                  |
| Régimes des cultes | Caisse d'assurance vieillesse, invalidité et maladie des cultes                                                | 38 604                  | 16 728              | 41 804                  |
| Régime spécial de sécurité sociale du personnel de la Banque de France                                                                     | |                         | 8 958               | 16 995                  |
| Caisse de pension des députés et des anciens députés et caisse des retraites du personnel de l’Assemblée nationale                         | |                         | 3 914               | 3 271                   |
| Rentes accidents du travail des ouvriers civils des établissements militaires                                                              | |                         |                     | 7 914                   |
| Personnels de l'Opéra national de Paris | CROPERA |                         | 1 933               | 1 780                   |
| Personnel de la Comédie-Française | CRPCF |                         | 349                 | 441                     |
| Régime des cultes d'Alsace Moselle | |                         |                     | 3                       |
| Régime d'assurance vieillesse du Port autonome de Strasbourg                                                                               | |                         | 172                 | 209                     |

note : les bénéficiaires se décomposent en assurés cotisants et en ayants droit.

#### Le régime général
Le régime général est le principal régime puisqu'il couvre plus de 61 millions de personnes et qu'il représente 75 % du budget total. Pour le régime général, le code de la Sécurité sociale définit cinq branches qui sont censées couvrir chacune une catégorie de risques ainsi que les modes de couverture et prestations prévus pour les ayants droit concernés :
- la branche maladie (maladie, maternité, invalidité, décès) ;
- la branche accidents du travail et maladies professionnelles (AT/MP) ;
- la branche vieillesse et veuvage (retraite) ;
- la branche famille (dont handicap, logement) ;
- la branche autonomie.

Depuis les ordonnances de 1967, le régime général de Sécurité sociale est composé de quatre caisses nationales qui assurent le pilotage de leurs caisses locales et jouent le rôle de tête de réseau :
- la caisse nationale de l'assurance maladie (CNAM) qui gère les branches maladie et AT/MP ;
- la caisse nationale des allocations familiales (CNAF) qui gère la branche famille ;
- la caisse nationale d'assurance vieillesse (CNAV) qui gère la branche vieillesse ;
- l’agence centrale des organismes de Sécurité sociale (ACOSS) qui assure la gestion centralisée et commune de la trésorerie du régime général et qui coordonne, depuis 1994[72], les organismes de la branche recouvrement (Unions de recouvrement des cotisations de sécurité sociale et d'allocations familiales, dont l'acronyme est URSSAF).

On parle d'« assuré social » dans la branche maladie, d'« allocataire » dans la branche famille, de « pensionné » dans la branche vieillesse, de « cotisant » dans la branche recouvrement.

#### Le régime social agricole (MSA)
La mutualité sociale agricole (MSA) couvre les risques maladie, vieillesse et accidents du travail-maladies professionnelles (AT-MP). Elle gère en outre une branche famille, mais la couverture des prestations légales familiales est retracée dans les comptes de la CNAF. Elle couvre l'ensemble de la population agricole et des ayants droit (non-salariés et salariés). Elle assure, en outre, le recouvrement des cotisations des salariés et exploitants agricoles. En 2013, on dénombrait 1,2 million de cotisants à la MSA - dont 57 % de salariés agricoles et 43 % d'exploitants. Avec près de 25,85 milliards de prestations versées pour 5,6 millions de bénéficiaires, la MSA est le deuxième régime de protection sociale en France.
Le régime social agricole comprend 17 000 salariés[Quand ?] répartis dans 35 caisses locales et une caisse centrale (CCMSA) qui assure le pilotage du réseau au niveau national. Les caisses du régime social agricole sont, comme leurs homologues du régime général, des organismes de droit privé.
En 2013, le montant des prestations du régime des salariés agricoles s'élevait à 10,48 milliards d'euros, dont 4,20 milliards d'euros pour les prestations maladie et 5,78 milliards d'euros pour les prestations vieillesse.
Au titre de cette même année, le montant des prestations du régime des exploitants agricoles s'élevait à 15,37 milliards d'euros, dont 6,83 milliards d'euros pour les prestations maladie et 8,31 milliards d'euros pour les prestations vieillesse.
Le solde du régime des salariés agricoles présente un déficit de 394 millions d'euros et celui du régime des exploitants agricoles de 628 millions d'euros.

#### Le régime des indépendants
Le régime des « indépendants » s’applique aux non salariés, hors ceux des professions agricoles.
En 2006, la Caisse nationale d’assurance maladie des professions indépendantes (CANAM), l'Organisation nationale du commerce et de l’industrie (ORGANIC) et la Caisse autonome nationale de compensation de l’assurance vieillesse artisanale (CANCAVA) fusionnent dans le régime social des indépendants (RSI).
Les travailleurs indépendants (artisans, commerçants, professionnels libéraux) sont rattachés progressivement au régime général depuis le 1er janvier 2018 sous le nom de Sécurité sociale des indépendants.
En 2018, ce régime représente trois millions de cotisants dont
- 40 075 conjoints collaborateurs artisans et commerçants ;
- 34 % d’artisans, 41 % de commerçants et 25 % de professionnels libéraux ;
- 47 % de micro-entrepreneurs, environ 1/3 d'entre eux ne déclare aucun chiffre d’affaires[74].

#### L'organisation dans les collectivités d'outre-mer et en Nouvelle-Calédonie
L'organisation de la Sécurité sociale dans les collectivités d'outre-mer et en Nouvelle-Calédonie varie d'un territoire à l'autre :
- Saint-Barthélemy dispose de la caisse de prévoyance sociale de Saint-Barthélemy pour l'ensemble de la population[75] ;
- Saint-Martin relève de la Guadeloupe pour la Sécurité sociale ;
- Saint-Pierre-et-Miquelon dispose d'une caisse de prévoyance sociale qui gère toutes les branches de la Sécurité sociale selon des règles fixées par les autorités nationales ;
- en Nouvelle-Calédonie, en Polynésie française et dans les îles Wallis-et-Futuna, la Sécurité sociale relève de la compétence de la collectivité et il existe des caisses placées sous la tutelle de la collectivité qui fixe toutes les règles législatives et réglementaires en la matière.

### Régimes complémentaires
Pour l’assurance vieillesse, il existe des régimes complémentaires, dont celui des salariés (Agirc-Arrco).
En matière de santé, les complémentaires santé peuvent être des mutuelles ou des assurances.

### Les caisses
Les caisses sont les organismes gestionnaires et financiers qui matérialisent la « Sécu » en tant qu'institution. Pour des raisons historiques, chaque caisse est, sauf exception, liée à un unique régime. En revanche, à même régime dépendent de très nombreuses caisses. Parfois, des assureurs ou des mutuelles agissent par délégation de la « Sécu » (le cas le plus connu étant celui des mutuelles de santé étudiantes, et on peut également citer la RAM connue des commerçants et artisans). Les régimes spéciaux ont chacun leur propre caisse.
La gestion des caisses est en partie assurée par les syndicats considérés comme représentatifs. Depuis les ordonnances de 1967, la gestion est normalement paritaire entre les représentations syndicales (CGT, CFDT, CGC, CGT-FO, CFTC) et patronales (MEDEF, CPME, U2P, UNAPL/CNPL). Toutefois, des caisses comme la MSA sont composées de délégués élus par les employeurs et les salariés.
Dans un arrêt rendu le 13 mai 1938, le Conseil d'État a jugé que des personnes morales de droit privé peuvent gérer des missions de service public. À ce titre, la plupart des caisses de Sécurité sociale des différents régimes sociaux ont un statut de droit privé ; seules les caisses nationales du régime général ont un statut d'établissement public à caractère administratif (EPA). Aussi, les quelque 160 000 salariés des caisses de Sécurité sociale du régime général ne sont pas fonctionnaires et ne relèvent donc pas du statut général de la fonction publique, mais relèvent de conventions collectives nationales de branche,. Leurs rémunérations sont ainsi assujetties aux mêmes cotisations et ils bénéficient du même niveau de protection sociale que tout autre salarié français d’entreprise.

## Prestations sociales
Une prestation de protection sociale est un versement d'argent effectué par un organisme public à un ménage pour couvrir des dépenses que la collectivité « considère » comme correspondant à des « objectifs sociaux » : vieillesse, santé, famille, chômage, pauvreté, invalidité, etc.
Certaines prestations du financées par l’État sont gérées par des organismes de Sécurité sociale, qui ont des guichets sur l’ensemble du territoire et la compétence pour cela. C’est par exemple le cas de l’allocation aux adultes handicapés, de l’aide médicale d'État et de la prime d'activité. Ces prestations ont représenté 38 milliards d’euros en 2019. C’est le même principe pour le revenu de solidarité active, financé par les conseils départementaux.

## Comptes de la Sécurité sociale
Les comptes de la Sécurité sociale retracent la situation financière des différentes caisses et organismes de la Sécurité sociale.. Il est défini annuellement dans la loi de financement de la Sécurité sociale (LFSS).
Depuis de nombreuses années, il présente un déficit. Ce déficit est comblé par l'emprunt, contribuant à l'accroissement de la « dette sociale », appelée communément « trou de la Sécu ». La dette sociale est une composante de la dette publique de la France. La situation financière du régime général, qui représente 75 % de la surface financière de la Sécurité sociale, est une des composantes principales du déficit de la Sécurité sociale.
|                                                           | Recettes | Dépenses | Solde   |
| --------------------------------------------------------- | -------- | -------- | ------- |
| Maladie                                                   | 232 753  | 243 898  | -11 144 |
| Accidents du travail et maladies professionnelles         | 16 774   | 15 408   | 1 366   |
| Vieillesse                                                | 272 492  | 275 067  | -2 575  |
| Famille                                                   | 56 750   | 55 734   | 1 016   |
| Autonomie                                                 | 37 005   | 37 579   | -575    |
| Toutes branches                                           | 598 477  | 610 389  | -11 912 |
| Toutes branches, y compris Fonds de solidarité vieillesse | 599 959  | 610 729  | -10 773 |

Le déficit de la Sécurité sociale en France est le déficit comptable entre les recettes et les dépenses du Régime Général. Cette situation avérée depuis de nombreuses années induit un besoin de financement complémentaire assuré par l'emprunt, contribuant à la dette sociale. Cette dette, dite « dette sociale » ou « trou de la Sécu », est comptabilisée au sein de la dette publique de la France.
La Sécurité sociale représente un budget total d'environ 350 milliards d'euros (330 M€ en 2007), soit environ un cinquième du PIB de la France (1 780 milliards d'euros en 2006). Ces dépenses ne doivent pas être confondues avec les dépenses liées à la protection sociale, financées en partie par l'État et qui s'élèvent au total à 536,9 milliards d'euros, et qui sont parfois assimilées à des dépenses de « Sécurité sociale ».
En 2015, les dépenses de prestations sociales culminent à 476,6 milliards d'euros, une somme largement supérieure (d'environ 100 milliards d'euros) à l'ensemble du budget de l’État. Ainsi, pour le seul régime général (concernant les salariés du secteur privé), les dépenses atteindraient 348,6 milliards d'euros et le déficit serait de 13,5 milliards d'euros.
La notion de « trou » désigne un solde négatif (situation de déficit) du budget de la Sécurité sociale. En cas de déficit, les causes peuvent être variées : à un moment donné, l'écart peut résulter de dépenses excessives, d'insuffisance des recettes, voire des deux. La qualité et la sincérité du diagnostic détermine pour l'essentiel le bon pilotage des mesures correctives tant les méthodes sont nombreuses qui peuvent être utilisées pour réduire le déficit : diminution du montant des prestations, augmentation des cotisations, instauration de franchises, nouvelles contributions (CRDS, CSG, TVA sociale…), usage de médicaments génériques, fractionnement des boîtes de médicaments, etc.
Selon les estimations de la Cour des comptes, en dépit des promesses de retour à l'équilibre du gouvernement, le déficit de la Sécurité sociale approchera les 5,4 milliards d'euros en 2019. Du fait de la crise du Covid-19 en France en 2020, le déficit de la Sécurité sociale devrait atteindre 41 milliards d'euros, dépassant le record de 2010 à 28 milliards d'euros. En 2022, la Cour des comptes refuse de certifier une partie de l'exercice 2021, en raison du fait que, selon elle, le calcul des recettes de la Sécurité sociale ces deux dernières années « ne donne pas une image fidèle du déficit et de son évolution ». En effet, le gouvernement aurait surestimé les pertes de la Sécurité sociale en 2020 afin de mieux encaisser les impayés en 2021 et de pouvoir afficher un déficit en forte baisse.

### Fraudes à la Sécurité sociale et erreurs
Les fraudes à la Sécurité sociale peuvent prendre différentes formes :
- les fraudes aux prestations pratiquées par des assurés sociaux ;
- les fraudes commises par des entreprises ;
- les fraudes effectuées par des professionnels de santé (médecins, infirmiers…)[86]

D'après la recension d'AFP, la fraude aux prestations sociales est difficile à estimer. Elle fut évaluée en 2010, par la Cour des comptes, de 2 à 3 milliards d'euros. En 2020, la fraude détectée est difficile à quantifier avec des données fiables au-delà d'1,2 milliard d'euros. La Cour des comptes évoque ainsi la Caisse nationale des allocations familiales (Cnaf), une branche de la Sécurité sociale à faire ses propres estimations, qui évaluerait la fraude totale à « 2,3 milliards d'euros, soit 3,2 % du montant des prestations versées » pour 1 milliard détecté. Un montant à comparer avec la fraude fiscale qui est quant à elle estimée entre 80 et 100 milliards, pour 13,7 milliards détectés.
En 2022, le rapport de la Cour des comptes dénonce une recrudescence des « erreurs » dans le remboursement des frais de santé, pour un coût évalué à au moins 2,5 milliards d'euros en 2021, « essentiellement au détriment de l'assurance maladie ».
La fraude aux cotisations sociales par les entreprises est cependant nettement supérieure à la fraude aux prestations sociales par les assurés ; la première est estimée entre 6,8 et 8,4 milliards d'euros, contre 2,3 milliards pour la seconde.

## Propositions d'extension

### Sécurité sociale de l'alimentation

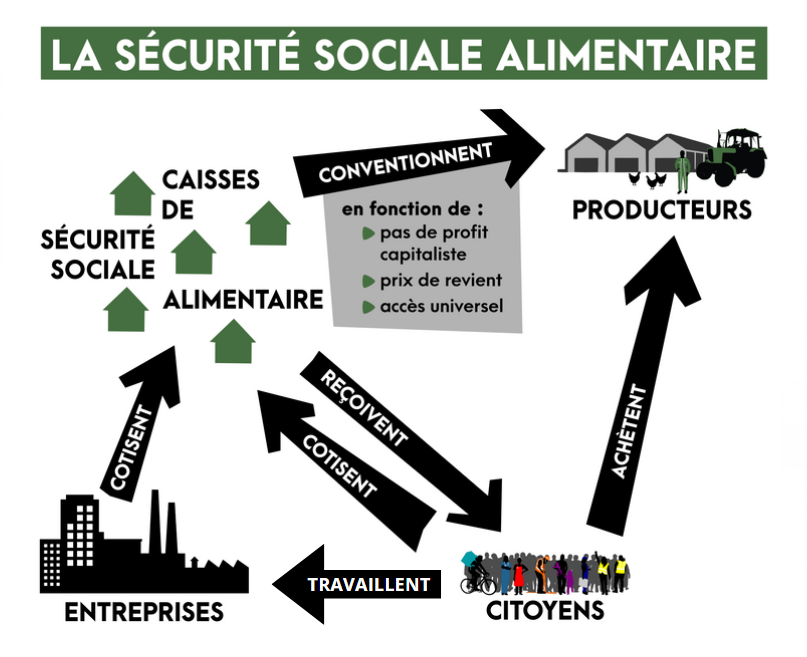
Fonctionnement de la sécurité sociale de l'alimentation

Depuis 2019, un collectif d'associations porte la proposition d'inclure l'alimentation et l'agriculture dans le régime général de la sécurité sociale,. Cette réflexion part du double constat fondamental que seul un travail simultané sur le droit à l'alimentation, les droits des producteurs et le respect de l'environnement permettront de répondre aux multiples enjeux économiques, sociaux et environnementaux des productions agricoles et alimentaires, et de transformer durablement les conditions de production de l'alimentation humaine. Et que le seul moyen durable pour atteindre et assurer un fonctionnement résilient du droit à l'alimentation, les droits des producteurs et le respect de l'environnement se trouve dans une organisation démocratique du système alimentaire. Elle reprend ainsi la notion de souveraineté alimentaire.
La sécurité sociale de l'alimentation est basée sur les trois mêmes principes fondamentaux que la Sécurité sociale : l'Universalité du droit à l'alimentation, la Cotisation sociale à taux unique, et le Conventionnement démocratique,.
L'idée de la sécurité sociale de l'alimentation est donc d'allouer 150 € mensuel par personne « pour acheter des aliments à des producteurs et structures conventionnés », financé par une cotisation sociale de 12,6 % sur les salaires, comme pour la sécurité sociale,. Ainsi, de la même manière qu'ils le font en allant chez le médecin, tous les français pourront utiliser une carte vitale d'alimentation pour payer des produits locaux et de saison, pour se nourrir sainement de manière autonome. Soit des aliments de qualité et durables, qui ne seraient pas issus de l’agro-industrie, ultratransformés, délétères pour l’environnement comme pour les conditions d’existence des producteurs. Comme pour la Sécu, le système serait administré par des caisses primaires locales, censées représenter les citoyens et chargées de conventionner les endroits, correspondant à un certain nombre de critères environnementaux et sociaux, définis démocratiquement, où cet argent pourrait être dépensé. Les producteurs, eux, seraient liés par des contrats pluriannuels avec un prix établi à partir de leur coût de revient et des volumes garantis.
Selon le collectif, la sécurité sociale de l'alimentation est un levier économique permettant de transformer le système agricole en soutenant la population pour acheter mieux, afin de soutenir une agriculture plus durable, en entrant dans un cercle vertueux. Elle permettrait ainsi à la fois aux plus modestes de manger des produits sains, aux agriculteurs de mieux vivre de leur métier, tout en améliorant les pratiques culturales et d'élevage pour faire une agriculture qui soit une alliée contre le changement climatique et la préservation de la biodiversité.
En 2022, une expérimentation de sécurité sociale de l'alimentation voit le jour à Dieulefit (Drôme),. En 2023, des expérimentations ont lieu en Gironde, à Toulouse, à Strasbourg, à Clermont-Ferrand, à Valence, à Montpellier,, à Paris ou encore à Cadenet (Vaucluse) ; tandis que Grenoble, Saint-Etienne et des dizaines d'autres villes et villages partout en France préparent des caisses alimentaires ou des initiatives similaires, listées par le collectif,. L'idée de la SSA est également reprise en Belgique depuis 2021 et des expérimentations y sont menées notamment en région wallone. Fin 2023, Le collectif pour une SSA répertorie 27 expérimentations.

### Sécurité sociale du logement
La première évocation du besoin de garantir le versement des loyers aux propriétaires bailleurs remonte à 2002. C’est le candidat à l’élection présidentielle Lionel Jospin, reprenant l’idée de sa secrétaire d’État au Logement d’alors, Marie-Noëlle Lienemann, qui en est à l’origine. À l’époque, le Premier ministre vise la magistrature suprême et il propose, au cours de sa campagne, un plan “Zéro sans domicile fixe d’ici 2007”, dans lequel il intègre ce concept de sécurité sociale du logement.
En 2016, à la fin de la trêve hivernale sur les expulsions, la Confédération nationale du logement lance un appel « pour la sécurité sociale du logement ». « À l'instar de l'assurance chômage, nous voudrions créer une caisse d'assurance du logement pour éviter les expulsions quand les locataires ont des accidents de vie et ne peuvent plus payer leur loyer », explique Eddie Jacquemart. Cette caisse serait abondée « par l'État, les bailleurs et les locataires. Pour ces derniers, ce serait via les dépôts de garantie versés lors de l'entrée dans le logement »,.
Lors de l'élection présidentielle de 2022, le candidat de La France insoumise, Jean-Luc Mélenchon, et le candidat d'Europe Écologie - Les Verts, Yannick Jadot, proposent tous deux instaurer une sécurité sociale du logement, pour fluidifier le marché de la location tout en protégeant les propriétaires bailleurs contre l’impayé et les locataires contre l’expulsion.

### Sécurité sociale de la culture
Sur le modèle du régime général de la sécurité sociale de 1946, Bernard Friot et le Réseau Salariat défendent une sécurité sociale de la culture pour la transformation du statut des travailleurs de l'art et le droit à la culture. 

### Projet pour une presse libre

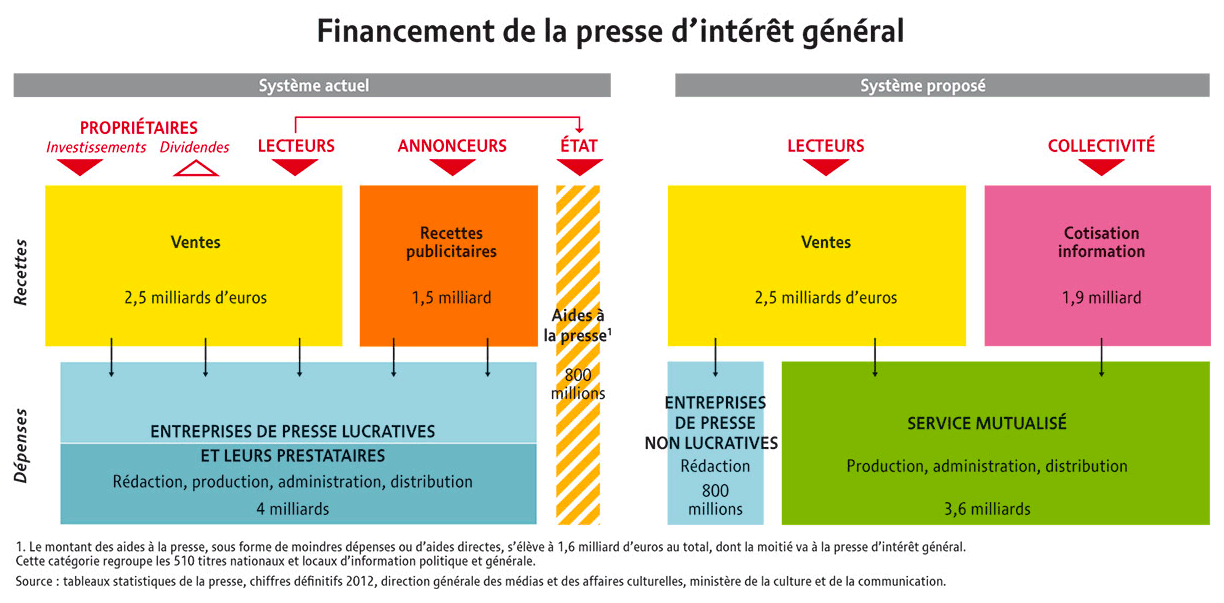
Schéma comparatif du système actuel avec le système proposé par Pierre Rimbert

S'inspirant de la sécurité sociale, Pierre Rimbert propose dans Le Monde diplomatique un nouveau système de l'information pour lutter contre la marchandisation de cette dernière. Les solutions — des « principes » exactement — qu’il avance s’inspirent du mode de financement de la sécurité sociale : ainsi une « cotisation information » pourrait alimenter un « Service commun » — une sorte de mutuelle — qui « procurerait aux journaux — imprimés ou en ligne — non seulement les imprimeries, le papier, les messageries qui acheminent les liasses, une partie des kiosques, mais également des locaux, des serveurs, des outils de stockage et de diffusion, des moyens de recherche et de développement. »,

### Filmographie
- La Sociale, film documentaire de 2016